# Olivia Lufkin
Olivia Lufkin, často známá také jako Olivia, je dvojjazyčná japonská písničkářka. Dcera amerického otce a okinawské matky, občas píše texty o tom, jaké je být míšencem v písních jako např. "solarhalfbreed." Její sestra Caroline Lufkin je také zpěvačka.

## Biografie

### První krůčky
Olivia Lufkin se narodila 9. prosince 1979 na Okinawě. V roce 1982 se přestěhovala s rodiči do San Diega v Kalifornii a poté zpátky do Japonska. Olivia se později znovu přestěhovala do USA (Severní Karolína), na dva roky, a poté opět do Japonska.
Olivia byla objevena ředitelem "Rising Productions" (Vision Factory) když navštěvovala Okinawa Actors' School (hereckou školu), následně začala zpívat pro Avex Trax jako část japonského dívčího tria D&D. Proslulý producent Tecuja Komuro jednoho dne Olivii zaslechl a rozhodl se, že je perfektní kandidátkou pro projekt, který plánoval spolu s Jean Michel Jarrem. Projekt měl vytvořit hymnu pro mistrovství světa ve fotbale v roce 1998, nazvanou Together Now. Singl byl vydán měsíc po prvním a jediném albu D&D. Pak bylo rozhodnuto že D&D budou zrušeny a rozděleny do dvou částí: 'Olivia' jako Oliviin sólo projekt a Aya & Chika jako Aya & Chika from D&D.

### 1999-2002: Sólové začátky
V protikladu k její práci v D&D, se její první singl I.L.Y.: Yokubou, nesl v říznějším pop rock zvuku. I když její první dva singly nebyly napsány přímo jí samotnou, ale jejím producentem (Tecuja Komuro), její třetí singl, Dear Angel už si napsala sama, stejně jako většinu dalších od té doby.
V roce 1999 a 2000 Olivia vydala šest singlů, všechny v pop-rock stylu. Ke konci roku 2000 vydala své první sólové album, Synchronicity, obsahující všechny dosud vydané singly, pět nových a jednu bonusovou skladbu. Album dosáhlo na dvacátou příčku hitparády Oricon Charts.
Po více než roční přestávce se Olivia 12. prosince 2001 vydáním svého sedmého singlu Sea Me ujala sama kontroly své kariéry. Tento singl poznamenává její přechod k jednomu z Avex Trax podvydavatelství, Cutting Edge, kde pokračuje ve vydávání. Její nahrávky od té doby začaly být sporadičtější a vzácnější. O čtyři měsíce později vydala DVD Video Clips Collection.
Její další singl, Into the Stars, byl plánován na červenec 2002 a následující album na konec roku. Nakonec bylo vydání posunuto cca o dva měsíce.

### 2003-2004: Nový styl
Rok 2003 byl ve znamení kompletní proměny Oliviina hudebního stylu a zároveň smrště minialb, vytvořených ve spolupráci s bratrem, Jeffrey Lufkinem. V této době její hudba dostává povážlivě temnější nádech, jak po stránce hudební, tak po stránce textové. Místo singlů byly vydány čtyři minialba v exkluzivní spolupráci s Tower Records Japan v Shibuya, Tokio. Byla to: Internal Bleeding Strawberry, Merry&Hell Go Round, Comatose Bunny Butcher and The Return of the Chlorophyll Bunny.
Společně s touto hudební změnou se Olivia spolu s kamarádkou Friedia Niimura (Rin Kozue) rozhodla spustit módní značku Black Daisy Ville . Tato módní řada pokračovala do léta 2004, kdy byla uvedena kolekce oděvů a doplňků. Friedia se poté přestěhovala do USA a značka zanikla.
Rok poté vydala Olivia své druhé album, The Lost Lolli. Album obsahovalo zejména materiál z předchozích minialb, představilo ale také dvě nové skladby, "Alone in Our Castle" and "Fake Flowers" a dále dvě rearanžmá. Album bylo vydáno labelem Tower Records Japan. Pro vydání byla jako promo (audio i video) použita "SpiderSpins (Lost Lolli Mix)" . The Lost Lolli dosáhlo pouze na 111. příčku Oricon. Navzdory pouze mírnému úspěchu alba label Avex Trax vydal, v reakci na Oliviinu zvyšující se úspěšnost mimo Japonsko, zámořskou verzi, což nebylo nic obvyklého, neboť toto "privilegium" je vyhrazeno pouze umělcům dosahujícím vrcholky hitparád.

### 2005-2006: Pauza a návrat
Po vydání The Lost Lolli si Olivia dopřála neoficiální pauzu, vyjma vystoupení na koncertu "Halloween of the Living Dead" pořádaném Hydem 30. října 2005. Meztitím však pokračovala v práci jako modelka pro módní magazíny.
V březnu 2006 byl oznámen návrat do japonského hudebního průmyslu. Olivia měla poskytnout vokály pro zpěvačku Reiru (Laylu) z fiktivní skupiny Trapnest, jako součást anime adaptace mangy Nana. Pro anime měla tvořit pod aliasem Olivia Inspi' Reira (Trapnest), spolu s další Avex zpěvačkou, Annou Tsuchiyou, která hrála roli Nany, vokalistky skupiny Black Stones (Blast).
Autorka mangy, Ai Yazawa, Olivii kontaktovala poté, co jí zaměstnanec Avexu dal k poslechu Oliviiny singly Sea Me a Into the Stars. Yazawa na první poslech reagovala prohlášením - "Jedině ona!". A Little Pain byla první nahrávka v této roli. Píseň je "o Reiřině osamělosti, bolesti a síle".
Olivia k tomu prohlásila, že se její hudební cítění změnilo, vznik pauzy že byl zapříčiněn v době vydání alba The Lost Lolli, kdy se "cítila pěkně zdeptaná" a "začala si uvědomovat spoustu svých chyb" a že se její styl nyní "stává mnohem více detailnějším", "potěšujícím sluch" a "mnohem pohodovějším". Olivia si musela udělat hlubokou sondu do Reiřiny osobnosti, protože "nikdy mangu opravdu nečetla". A Little Pain je šitá na míru Reiřina pohledu na svět. Olivia k tomu uvedla – "Byla to zábava, zpívat jako jiná osoba. Jako hraní. Text jsem psala tak, jakoby ho psala Reira. Ale protože je to Reira, musí pomáhat všem kolem ní, a tak to vypadá, jako kdyby zpívala pro všechny; ve skutečnosti však zpívá sama pro sebe. S touto myšlenkou jsem A little pain psala."
Když byla A Little Pain poprvé vydána, okamžitě dosáhla osmé příčky Oricon hitparády, její první pozice v top ten, dvě místa pod singlem Rose Anny Tsuchiyi, který byl vydán týž den. Po dvou týdnech skladba překonala celkový počet doposud prodaných kopií jejího debutu I.L.Y.: Yokubou, který byl doposud největším Oliviiným prodejním úspěchem.
Během roku Olivia pokračovala s vydáváním materiálu z Nany. Další úvodní a závěrečná melodie, použité po Annině Rose a její A Little Pain byly obě skladby napsané Olivií. Single Wish/Starless Night byl vydán v říjnu a umístil se na sedmé příčce Oriconu. Po úspěšném vydání bylo oznámeno Oliviino první vystoupení v USA na prezentaci asijského zábavního průmyslu Pacific Media Expo pořádaného v Los Angeles, Kalifornie v říjnu 2006.

### 2007-současnost: Slušný úspěch
17. ledna 2007 bylo vydáno v CD a CD+DVD formátu album The Cloudy Dreamer. Album debutovalo na patnácté pozici Oriconu Weekly Charts - her highest ranking album to date. In addition to the singles previously released, the mini-album also featured the songs: "Dream Catcher", which was used as the ending theme for the live action television drama series of Jigoku Shōjo, "If You Only Knew", which was used as the main theme for the Korean drama, The Snow Queen, as well as an English version of Wish. Later in February, the compilation album Olivia Inspi' Reira (Trapnest) was released featuring the singles from the Nana and some new songs.
Nana Best, další kompilace, vyšla krátce poté. Album obsahovalo hity z anime a jednu dosud nevydanou píseň. Olivia a Anna tyto skladby předvedly živě v Shibuya-AX v březnu 2007.

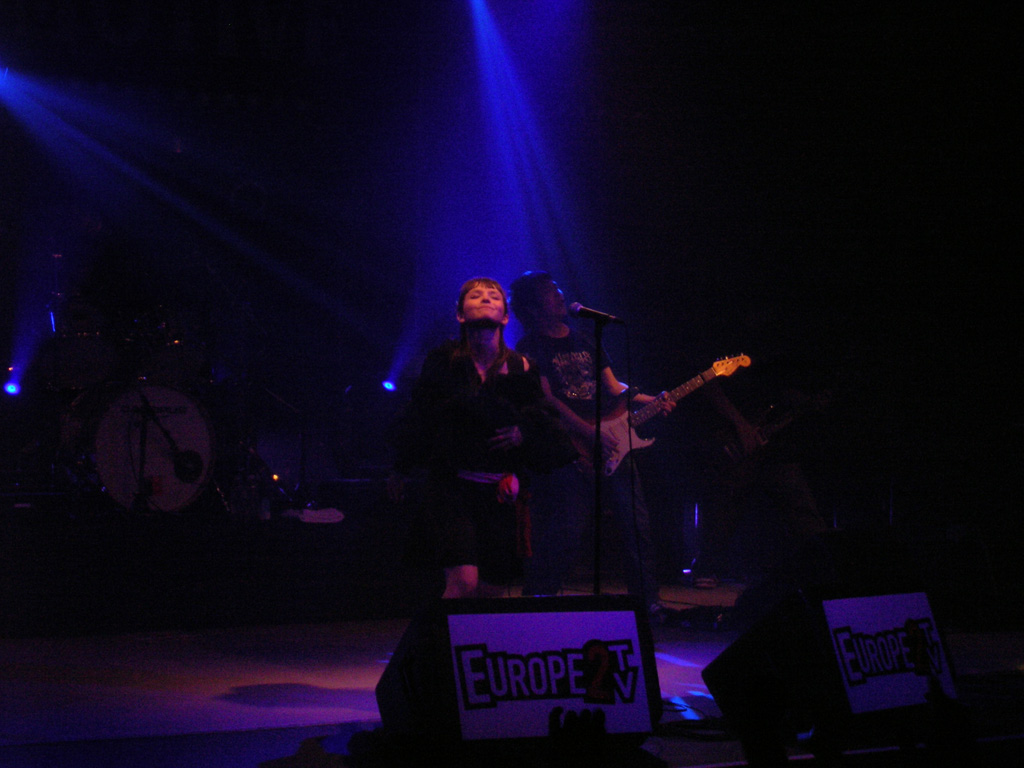
Oliviin koncert v Paříži v roce 2007

6. července 2007 proběhl její koncert v Paříži, Francie, na populárním místě zvaném La Locomotive Archivováno 13. 5. 2007 na Wayback Machine. , kde zazpívala písně z Olivia Inspi' Reira (Trapnest), The Lost Lolli a The Cloudy Dreamer. Také se objevila jako speciální host na Japan Expo 6. a 7. července.
Nová skladba, 'Bleeding Heart' - spolupráce s bratrem, Jeffreym, byla vydána jako součást kompilace Vision Factory Flower Festival: Vision Factory Presents. Aalbum obsahuje písně s tematikou 'květin' od různých umělců, jako jsou například Lead, Fungo, a Hiro. Bylo vydáno 19. března 2008.
17. září 2008 Olivia vydala své šesté minialbum Trinka Trinka. obsahující novou skladbu "Rain", použitou jako druhou závěrečnou melodii pro seriál K-tai Investigator 7. Album obsahuje úplně nový materiál. Některé skladby z alba byly přejmenovány, např. hodně očekávaná "Real Love", která měla premiéru na koncertu v Paříži se na albu objevila jako "Your Smile" a stejně tak "I'm So Excited" byla přejmenována na Trinka Trinka. S vydáním alba Olivia uspořádala 24. října ve Shibuya Womb, kam se dostavilo přes 600 fanoušků.
30. prosince 2008 vystoupila Olivia společně s Inoranem ze skupiny Luna Sea, kdy interpretovala coververze pár jeho písní jako Owl's Tear a Monsoon Baby. Mluvili také o jejich spolupráci na novém singlu, který vyšel 15. dubna 2009. Jmenuje se Sailing Free a složí jako titulní melodie pro novou hru herní ságy Sengoku Basara, nazvané "Sengoku Basara Battle Heroes". Sailing Free je také Oliviin první singl po třech letech.
8. prosince 2009 Olivia v rozhovoru pro server JaME World (JaME World) prohlásila: "v současné době pracuji na úžasné hudbě".
11. září 2010 vystoupila Olivia v průběhu konání anime festivalu Connichi, konaném každoročně v německém Kasselu.

## Diskografie
Poznámka: Pro diskografii D&D navštivte D&D.

### Alba
- Synchronicity - Avex Trax - 6.12.2000
- The Lost Lolli - Cutting Edge - 18.2.2004
- Olivia Inspi' Reira (Trapnest) - Cutting Edge - 28.2.2007

### Minialba
- Internal Bleeding Strawberry - Avex Trax - 21.2.2003
- Merry&Hell Go Round - Cutting Edge - 27.6.2003
- Comatose Bunny Butcher - Cutting Edge - 12.9.2003
- The Return of the Chlorophyll Bunny - Cutting Edge - 3.12.2003
- The Cloudy Dreamer - Cutting Edge - 1.1.2007
- Trinka Trinka - Cutting Edge - 17.9.2008

### Singly
- I.L.Y.: Yokubou (欲望, :Lust) - Avex Trax - 3.2.1999
- Re-act - Avex Trax] - 12.5.1999
- Dear Angel - Avex Trax - 6.10.1999
- Dress Me Up - Avex Trax - 19.4.2000
- Dekinai (できない, I Can't) - Avex Trax - 26.6.2000
- Color of Your Spoon - Avex Trax - 4.10.2000
- Sea Me - Avex Trax - 5.12.2001
- Into the Stars - Cutting Edge - 4.9.2002
- A Little Pain (as Olivia Inspi' Reira (Trapnest)) - Cutting Edge - 28.6.2006
- Wish/Starless Night (as Olivia Inspi' Reira (Trapnest)) - Cutting Edge - 11.10.2006
- Sailing Free - Cutting Edge - 15.4.2009

### Digitální download
- If You Only Knew (World's End Girlfriend remix) - 8.6.2007

### DVD
- Video Clips - Cutting Edge - 13.3.2002

### Vinyly
- Dear Angel - Avex Trax - 17.12.1999
- Dekinai (できない, I Can't) - Avex Trax - 2000

### Kompilace
- Tuesday Song (#5 "Dear Angel") - Universal Music - 22.1.2003
- Option Presents Stream Z J-Loud Edition (#5 "SpiderSpins (Lost Lolli Mix)") - Avex Trax - 27.10.2004
- Nana Best (Olivia Inspi' Reira (Trapnest) & Anna Tsuchiya Inspi' Nana （Black Stones)) - Cutting Edge - 21.3.2007
- Flower Festival: Vision Factory Presents (#8 "Bleeding Heart") - Sonic Groove - 19.3.2008

### Spolupráce
- Together Now (Jean Michel Jarre & Tecuja Komuro) - SMEJ - 22.4.1998
- Music of the World Cup: Allez! Ola! Ole! (#15 "Together Now") - Sony BMG - 9.6.1998
- TK 1998 Latest Works (Tecuja Komuro) - SMEJ - 26.11.1998